# Martin Stokken
Martin Stokken, född 16 januari 1923 i Snillfjord (Norge), död 25 mars 1984, var en norsk längdskidåkare och friidrottare som tävlade under 1940- och 1950-talen. Han vann silver vid Olympiska vinterspelen i Oslo 1952 på 4 x 10 km stafett. 1954 tilldelades han Holmenkollenmedaljen.
Han tävlade på 5 000 m och 10 000 m vid Olympiska sommarspelen i London 1948 och i Helsingfors 1952.